# بخش بیتل (شهرستان مونرو، اوهایو)
بخش بیتل (به انگلیسی: Bethel Township) یک منطقهٔ مسکونی در ایالات متحده آمریکا است که در شهرستان مونرو، اوهایو واقع شده‌است.
 بخش بیتل ۶۰٫۹ کیلومتر مربع مساحت و ۳۴۷ نفر جمعیت دارد و ۲۷۸ متر بالاتر از سطح دریا واقع شده‌است.